# Пісковик

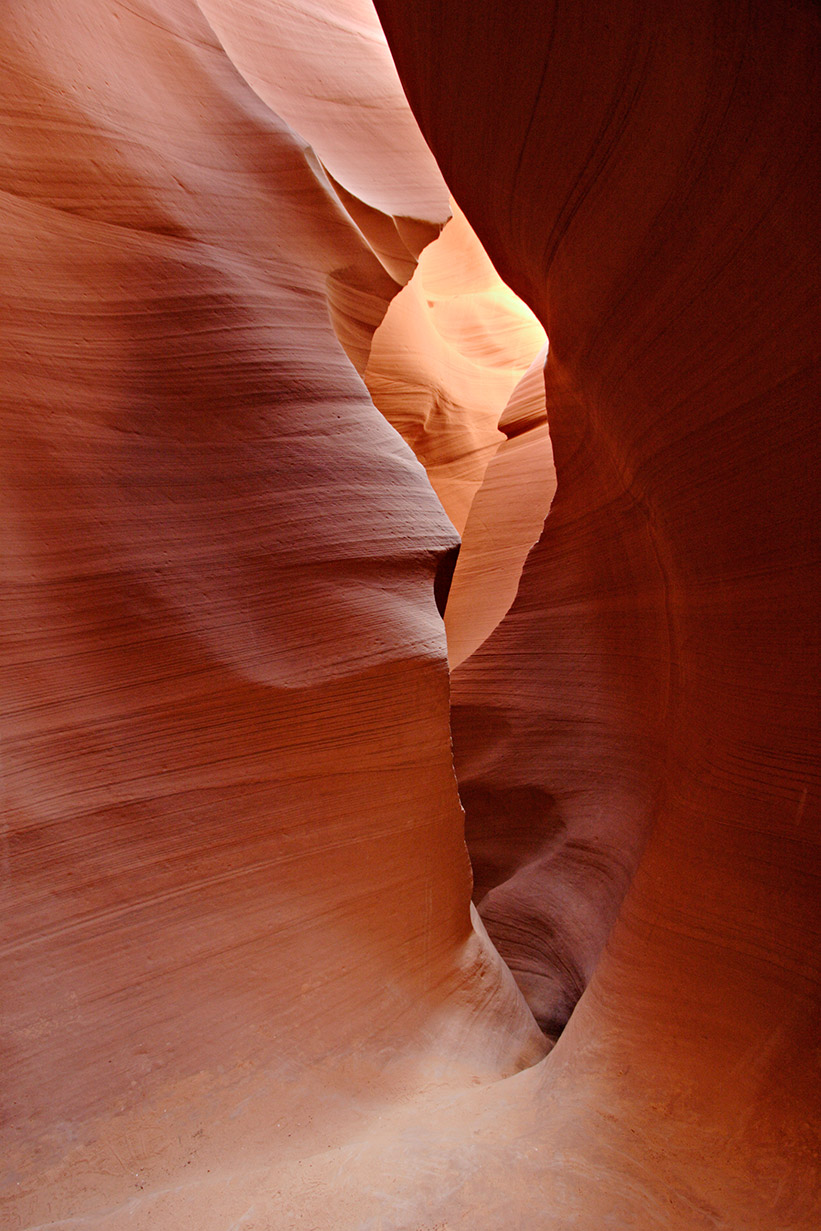
Каньйон Антилопи (США), Аризона.

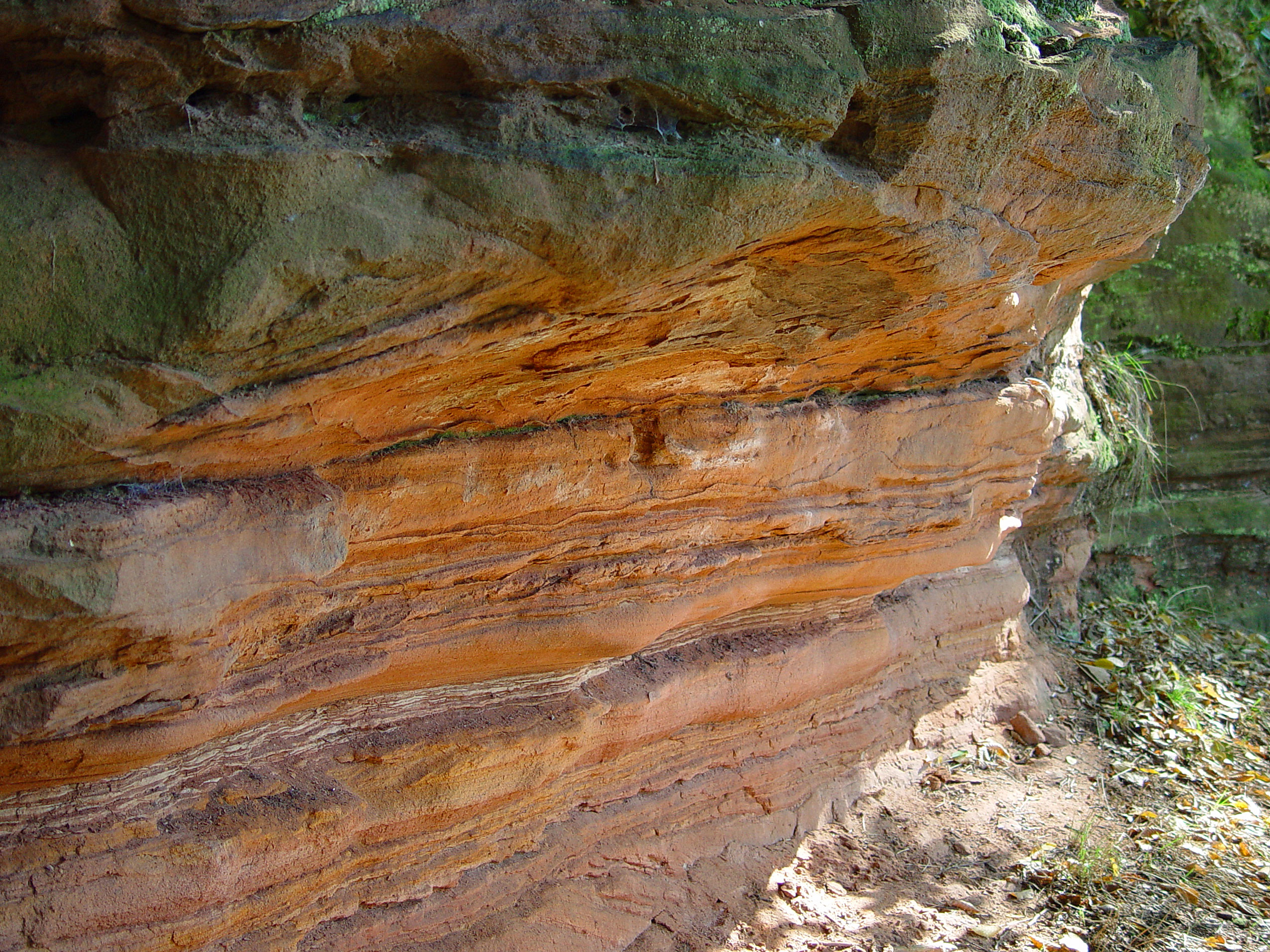
Пісковик біля міста Штадтрода, Німеччина

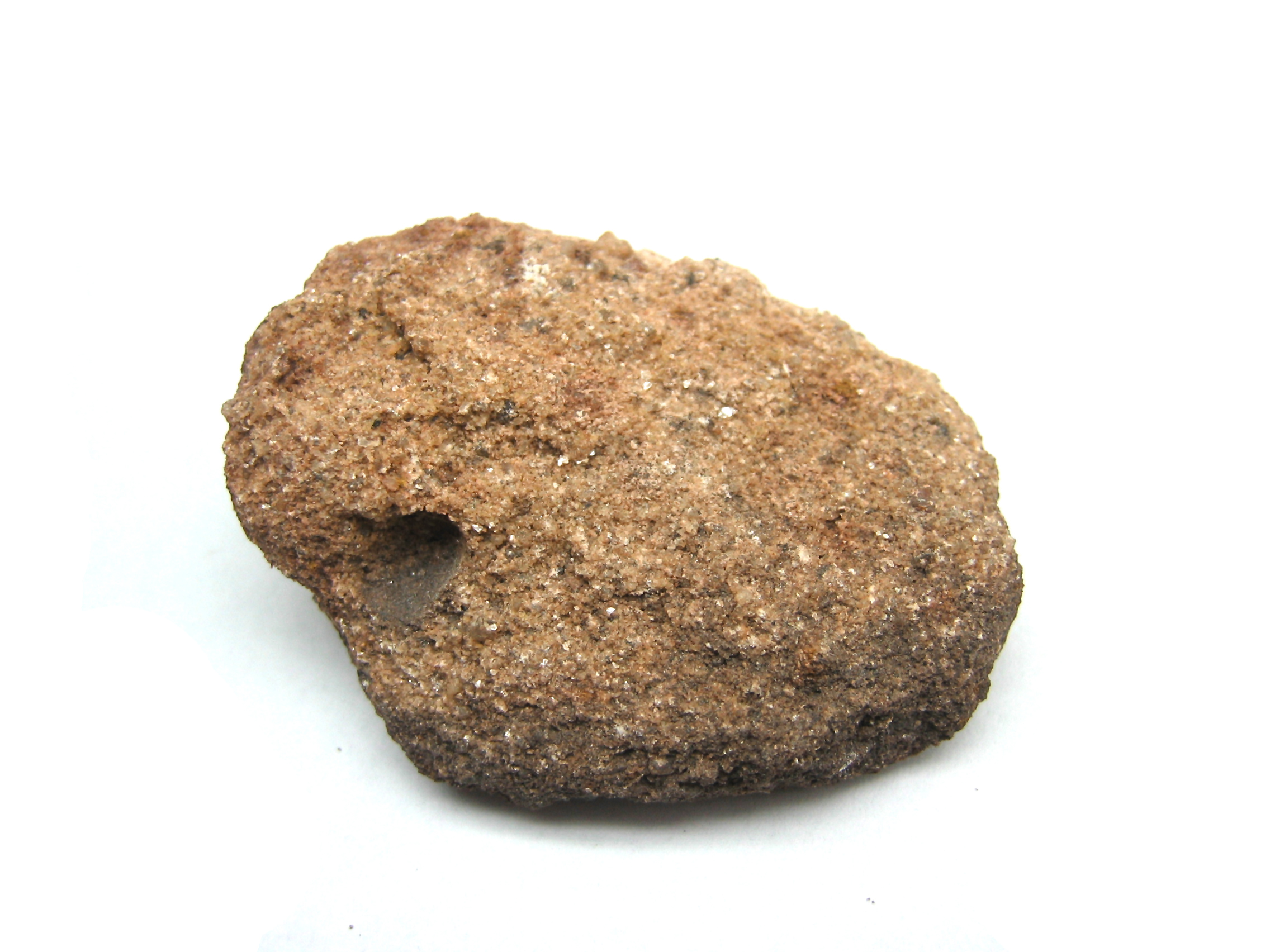
Millet-Seed Sandstone Macro (~ 4 cm in size)

Піскови́к або піщаник — осадова гірська порода, що складається з зерен піску, зцементованого глинистим, кременистим та іншим матеріалом.

## Загальна характеристика
Пісковики поділяють на грубозернисті (1–0,5 мм), середньозернисті (0,5–0,25 мм), дрібнозернисті (0,1–0,05 мм). За складом пісковики поділяють на: кварцові, кварцово-польовошпатові, кварцово-глауконітові, глинисті, вапнисті, гіпсоносні. Пісковик може бути різного кольору, але переважає сірий, жовтувато-сірий або білий, рідше червонуватий. Густина пісковику 2250—2670 кг/м³; пористість 0,69–6,70 %; водопоглинання 0,63–6,0 %; границя міцності на стиснення 30–266 МПа. При метаморфізмі пісковик переходить у кварцит. Кварцові пісковики і кварцити мають вогнетривкість 1700—1770 °С. Найбільші родовища пісковиків і кварцитів зосереджені в зонах передових прогинів геосинкліналей. Докембрійські і палеозойські кварцити і кварцитові пісковики утворюють потужні пластові тіла.

## Різновиди пісковику
Розрізняють:
- пісковик гетерогенний, пісковик поліміктовий, пісковик полігенний (неоднорідний за складом пісковик, алевроліт, складений уламковими зернами різних гірських порід — магматичних, осадових, метаморфічних і різних мінералів);
- пісковик гіпсовий (пісковик, який складається головним чином з уламків гіпсу слабко зцементованих глинистою речовиною; рідкісний; виникає головним чином у пустелях та напівпустелях поблизу виходів сульфатних порід);
- пісковик давній червоний (стратиграфічний термін, означає відклади девону, виділені в Англії у 1840 р. Мурчісоном — це потужні континентальні відклади червоних і жовтих пісковиків, часто шаруватих, іноді спостерігається перешарування з зеленими вапняковистими сланцями, місцями з конгломератами);
- пісковик кварцитоподібний (масивна осадова гірська порода, яка складається з кварцових уламкових зерен міцно зцементованих кварцом, халцедоном або опалом; зовні схожий з кварцитом);
- пісковик оболовий (пісковик, який містить велику кількість залишків раковин Obolidae; залягає в основі ордовика на території Естонії, Латвії та Литви, різні горизонти кембрію);
- пісковик олігоміктовий (пісковик, який складається головним чином з уламкових зерен двох мінералів, які дають йому назву, наприклад, кварц-полевошпатовий, ґлауконіт-кварцовий тощо);
- пісковик опокоподібний (пісковик, який має базальний гомогенний або неясномікроґлобулярний опаловий цемент; зовнішньо схожий на опоку і відрізняється меншою густиною, твердістю, раковистим зламом, іноді містить залишки кременистих організмів);
- пісковик тонкозернистий (пісковик, складений кластогенними уламками розміром 0,1–0,15 мм; містить алевроліт, відповідає глибоким фаціальним зонам басейнів осадонакопичення, Марченко, 1962);
- пісковик тростинний (слюдистий, тонкозернистий — до 0,06–0,20 мм пісковик, що містить численні рослинні залишки; широко розповсюджений у середньоєвропейському тріасі, потужність 10–40 м; використовується як маркуючий горизонт);
- пісковик туфогенний (пісковик, який містить 50–90 % пірокластичного матеріалу);
- пісковик туфітовий (пісковик, представлений сумішшю пірокластичного і звичайного осадового матеріалу з переважанням останнього);
- пісковик ураноносний (пісковик, в якому вміст урану перевищує кларковий (2·10−4 %) на 2–3 порядки; має різний генезис; розповсюджений на плато Колорадо, США; уранове зруденіння епігенетичне).
- пісковик слюдистий — пісковик, який містить значну кількість лусочок слюди.

## Пісковики в Україні
В Україні з давніх-давен пісковик широко використовували при спорудженні монументів, замків, храмів, палаців і садиб.
В Україні-Русі пісковик використовували для будівельних та ремісничих потреб. Зокрема відомі місця розробки канівських пісковиків Х–ХІІІ ст.
Найвідомішим є пісковик з-під Теребовлі Тернопільської області. За даними минулого століття плити теребовлянського пісковику були експортовані на схід і доходили аж до Китаю. У другій половині XIX ст. плитками теребовлянського пісковику викладають бруківку львівських вулиць.
В сучасній Україні основними районами поширення пісковиків є Донбас, Наддністрянщина, Поділля, Карпати. Пісковик широко використовують як місцевий будівельний камінь, а деякі з них є абразивним матеріалом (глухівські, трахтемирівські та ін.), сировиною для металургійної та інших галузей промисловості. Пісковик використовують для виготовлення динасу (вогнетривкої цегли, в складі якої близько 90 % кремнезему), як бутове каміння і щебінь.
На початку XXI ст. розробку пісковику найбільше проводять в Івано-Франківській, Тернопільській, Львівській областях. Використовують пісковик для будівництва, виготовлення монументів, брукованого покриття доріг, площ, доріжок.